# ألان براون (لاعب كرة قدم أسترالية)
ألان براون (بالإنجليزية: Alan Brown)‏ هو لاعب كرة قدم أسترالية أسترالي، ولد في 15 نوفمبر 1924، وتوفي في 9 يونيو 2014.

## وصلات خارجية
- ألان براون على موقع AustralianFootball.com (الإنجليزية)
- ألان براون على موقع AFLtables.com (الإنجليزية)